# El reino (sèrie de televisió)
El reino es una sèrie de televisió web de thriller dramàtica argentina original de Netflix. La ficció explica com un candidat a vicepresident ha de prendre el lloc del candidat a president a l'Argentina, després que aquest fos assassinat durant la campanya electoral i mentrestant es començarà a investigar qui va cometre el crim. Aquesta protagonitzada per Chino Darín, Nancy Dupláa, Joaquín Furriel, Peter Lanzani, Mercedes Morán i Diego Peretti. La sèrie es va estrenar el 13 d'agost de 2021.
Al poc temps de la seva estrena, Netflix va renovar la sèrie per a una segona temporada.

## Sinopsi
La història se centra en la vida del pastor Emilio Vázquez Pena (Diego Peretti), qui que es postula al càrrec de vicepresident en les pròximes eleccions de l'Argentina. Després de l'assassinat del seu company de fórmula durant l'acte de tancament de la campanya, el pastor assumeix la candidatura a president de la Nació mentre la justícia intenta desxifrar el crim i quines van ser les seves causes.

## Repartiment

### Principal
- Diego Peretti com Emilio Vázquez Pena
- Ricardo “Chino” Darín com Julio Clamens
- Nancy Dupláa com Roberta Candia
- Joaquín Furriel com Rubén Osorio
- Peter Lanzani com Tadeo Vázquez
- Mercedes Morán com Elena Vázquez Pena

### Recurrent
- Vera Spinetta com Ana Vázquez Pena
- Nico García com Remigio Cárdenas
- Victoria Almeida com Magdalena Vázquez Pena
- Santiago Korovsky com Ramiro Calderale
- Patricio Aramburu com Pablo Vázquez Pena
- Alfonso Tort com Oscar
- Sofía Gala com Celeste
- Alejandro Awada com Procurador

### Invitats
- Daniel Fanego com Sergio Zambrano Paz
- Ana Celentano com Leticia Zambrano Paz
- Diego Gentile com Mario
- Daniel Kuzniecka com Armando Badajoz
- Uriel Nicolás Díaz com Jonathan
- Lautaro Romero com Brian Aguirre
- Néstor Guzzini com Comisario Lamas
- Alexia Moyano com Linda
- Pablo Chao com Federico Galván
- Antonia Bengoechea Darín com Delfina Zambrano Paz
- Walter Rodríguez com José
- Lorena Vega com Laureana
- Hernán Chiozza com el Presentador

## Episodis
| Núm. | Títol                         | Direcció        | Guió                              | Data d'emissió original |
| ---- | ----------------------------- | --------------- | --------------------------------- | ----------------------- |
| 1    | «Control de daños»            | Marcelo Piñeyro | Claudia Piñeiro i Marcelo Piñeyro | 13 d'agost de 2021      |
| 2    | «Un hombre de Dios»           | Miguel Cohan    | Claudia Piñeiro i Marcelo Piñeyro | 13 d'agost de 2021      |
| 3    | «Expiación»                   | Marcelo Piñeyro | Claudia Piñeiro y Marcelo Piñeyro | 13 d'agost de 2021      |
| 4    | «El círculo de baba»          | Miguel Cohan    | Claudia Piñeiro y Marcelo Piñeyro | 13 d'agost de 2021      |
| 5    | «Bastardos»                   | Marcelo Piñeyro | Claudia Piñeiro y Marcelo Piñeyro | 13 d'agost de 2021      |
| 6    | «El archivo Osorio»           | Miguel Cohan    | Claudia Piñeiro i Marcelo Piñeyro | 13 d'agost de 2021      |
| 7    | «La marca del demonio»        | Marcelo Piñeyro | Claudia Piñeiro i Marcelo Piñeyro | 13 d'agost de 2021      |
| 8    | «Por el bien de la república» | Marcelo Piñeyro | Claudia Piñeiro y Marcelo Piñeyro | 13 d'agost de 2021      |

## Desenvolupament

### Producció
Al gener del 2021 mitjançant un comunicat de premsa, Marcelo Piñeyro va declarar que Netflix l'havia convidat tant a ell, com a Claudia Piñeiro per presentar un projecte. És així, com Marcelo es va convertir en el director, Claudia en la responsable del guió i a més van convocar a Miguel Cohan perquè dirigeixi tres episodis de la sèrie, mentre que Piñeyro s'encarregava de dirigir els altres cinc.

### Rodatge
El 29 de gener de 2020, es va comunicar que la sèrie va iniciar les seves filmacions a Buenos Aires. Al març del mateix any degueren suspendre els enregistraments a causa de la pandèmia per COVID-19 i per la declaració de la quarantena obligatòria, no obstant això, a l'octubre van tornar a reprendre el rodatge, ja que s'havia aprovat un protocol general per a la prevenció del Covid-19 en el rodatge i/o enregistraments de ficcions per a cinema, televisió i continguts per a plataformes audiovisuals, per la qual cosa, l'empresa productora K&S Films va haver de recórrer als kits més moderns per testar a tot l'equip, aconseguir l'aprovació de les autoritats de salut de les diverses jurisdiccions en les quals es porta endavant el rodatge i garantir una sanitización permanent de les locaciones per a recondicionar els sets i així evitar el contagi durant la producció de la sèrie.
La segona temporada va començar a gravar-se l'1 d'abril del 2022 i va concloure el 25 de juliol d'aquest mateix any.

### Càsting
Al març del 2022, es va anunciar que Maite Lanata, Julieta Cardinali, Juan Ingaramo i Agustín "Soy Rada" Aristarán es van unir a elenc de la segona temporada. A l'abril d'aquest any, es va informar que Diego Velázquez, Mariana di Girolamo i Florencia Raggi foren fitxats per la sèrie.

## Recepció

### Comentaris de la crítica
La sèrie va rebre crítiques favorables per part dels experts. Guillermo Courau del diari La Nación va considerar a la sèrie com «molt bona», expressant que és important «subratllar el notable treball de direcció de Marcelo Piñeyro i Miguel Cohan, els qui utilitzen tots els recursos cinematogràfics al seu abast (que són molts) per a sostenir el ritme de la història, construir el suspens i, de pas, de complicitat amb el guió, oferir pistes per l'espectador atent» Per part seva, Sabrina Galante del periòdic Clarín va destacar que la sèrie presenta «una història de qualitat […] recolzada en grans recursos narratius i visuals» amb un «alt nivell actoral», on «l'elenc secundari està a l'altura dels seus protagonistes».

### Premis i nominacions
| Llista de premis i nominacions | Llista de premis i nominacions | Llista de premis i nominacions                              | Llista de premis i nominacions    | Llista de premis i nominacions | Llista de premis i nominacions |
| Any                            | Organització                   | Categoria                                                   | Nominat/a(s)                      | Resultat                       | Ref(s)                         |
| ------------------------------ | ------------------------------ | ----------------------------------------------------------- | --------------------------------- | ------------------------------ | ------------------------------ |
| 2021                           | Produ Awards                   | Millor Sèrie Dramàtica                                      | El reino                          | Nominat                        | [ 14 ] [ 15 ]                  |
| 2021                           | Produ Awards                   | Millor Director - Sèrie i Minisèrie                         | Marcelo Piñeyro                   | Nominat                        | [ 14 ] [ 15 ]                  |
| 2021                           | Produ Awards                   | Millor Productor de Ficció                                  | Matías Mosteirín                  | Guanyador                      | [ 14 ] [ 15 ]                  |
| 2021                           | Produ Awards                   | Millor guió - Sèrie i Minisèrie                             | Marcelo Piñeyro y Claudia Piñeiro | Guanyador                      | [ 14 ] [ 15 ]                  |
| 2021                           | Produ Awards                   | Millor Director de Fotografia                               | Christian Cottet                  | Guanyador                      | [ 14 ] [ 15 ]                  |
| 2021                           | Produ Awards                   | Millor Compositor Musical                                   | Nicolás Cotton                    | Nominat                        | [ 14 ] [ 15 ]                  |
| 2021                           | Produ Awards                   | Millor Actor Principal - Sèrie i Minisèrie                  | Diego Peretti                     | Nominat                        | [ 14 ] [ 15 ]                  |
| 2021                           | Produ Awards                   | Millor Actor de Repartiment - Sèrie i Minisèrie             | Nico García                       | Nominat                        | [ 14 ] [ 15 ]                  |
| 2021                           | Premis Sur                     | Millor Sèrie                                                | El reino                          | Pendent                        | [ 16 ]                         |
| 2022                           | Premis Platino                 | Millor minisèrie o telesèrie cinematogràfica iberoamericana | El reino                          | Guanyador                      | [ 17 ] [ 18 ]                  |
| 2022                           | Premis Platino                 | Millor Actor en Minisèrie o Telesèrie                       | Chino Darín                       | Nominat                        | [ 17 ] [ 18 ]                  |
| 2022                           | Premis Platino                 | Millor Actriu en Minisèrie o Telesèrie                      | Mercedes Morán                    | Nominada                       | [ 17 ] [ 18 ]                  |
| 2022                           | Premis Platino                 | Millor Actor de Repartiment a Minisèrie o Telesèrie         | Joaquín Furriel                   | Guanyador                      | [ 17 ] [ 18 ]                  |
| 2022                           | Premis Platino                 | Millor Actriu de Repartiment en Minisèrie o Telesèrie       | Nancy Duplaá                      | Nominada                       | [ 17 ] [ 18 ]                  |
| 2022                           | Premis Platino                 | Millor Creador/a de Minisèrie o Telèserie                   | Marcelo Piñeyro i Claudia Piñeiro | Guanyadors                     | [ 17 ] [ 18 ]                  |